# Конюхов, Павел Филиппович
Павел Филиппович Конюхов (род. 13 июля 1956, село Чкалово, Запорожская область, Украинская ССР, СССР) — российский путешественник, писатель
, художник, фотограф. Заслуженный мастер спорта СССР. Член Союза художников России, Русского географического общества. Младший брат Ф. Ф. Конюхова.

## Биография
Павел Конюхов родился 13 июля 1956 года слепым. Прозрев в возрасте трёх лет, отправился в первое путешествие. Из девяти рекордов, что он установил, гоняя на велосипеде в школьные годы, семь до сих пор не побиты.
Закончил физкультурный техникум, служил в погранвойсках. С 1983 года, преодолев за три месяца путь из посёлка Врангель Приморского края (куда переехал с Азовщины) до Азовского моря, начал совершать длительные велопутешествия. Первые из них проходили во время отпуска.
Совершил путешествие от Архангельска до Уэлена по пути велопутешественника 1930-х годов Глеба Травина. В 1987 году вдвоём с напарником доехал на велосипеде до Полюса холода в Верхоянске. За 79 дней прошел с группой из пяти человек маршрут от Владивостока до Северного ледовитого океана (удлинив путь Фритьофа Нансена, стартовавшего в Хабаровске). Затем впервые объехал зимой по льду вокруг Байкала.
В 1989 году вместе с братом Фёдором принял участие в советско-американском велопробеге по маршруту Находка—Москва—Ленинград, организованном кинорежиссёрами Карлом Джонсом и Михаилом Павловым для создания совместного фильма о Советском Союзе и США. Написал об этом книгу «Сибирский переход». На горном велосипеде, который тогда подарили американцы, совершал путешествия более двадцати лет.
С декабря 1995 года по сентябрь 2000 года совершил уникальное кругосветное велопутешествие по ста странам шести континентов. Кругосветку проехал под рериховским знаменем, посещал русские заграничные общины.
В 2007 году за девятнадцать дней преодолел 2004 километра по кольцу Находка — Лазо — Ольга — Дальнегорск — Пластун — Мельничное — Красный Яр — Вяземский — Спасск-Дальний — Турий Рог — Уссурийск — Артем — Находка.
Живописью начал заниматься с 1996 года. Участвовал в выставках в п. Врангель, Находке, Уссурийске, Лесозаводске, Владивостоке, Хабаровске. Его работы находятся в частных коллекциях России, Австралии, Японии, Южной Кореи, а также в государственных музеях страны.
В школе посёлка Врангель организовал Музей путешествий имени Глеба Травина.
П. Ф. Конюхов совершил более тридцати велопутешествий, обеспечивших ему высокий мировой рейтинг планетарного путешественника. Трижды его достижения были занесены в книгу рекордов «Диво».
В настоящее время Павел Конюхов проживает в Воронеже.

## Семья
Жена — Вера Ивановна Конюхова, член Союза художников России.
Сыновья — Евгений и Илья.

## Краткая библиография
- По морю на велосипедах // Вокруг света. 1995, № 12.
- Мы шли рядом со смертью. — Владивосток: Центр Культуры «Живая Этика», 1996, Воронеж: Robinzons publisher, 2021.
- Сибирский переход. — Владивосток: Центр Культуры «Живая Этика», 1997.
- Навстречу солнцу. — Владивосток: Центр Культуры «Живая Этика», 1998., Воронеж: Robinzon's publisher, 2016.
- Под северным сиянием. — Владивосток, 2000., 1998., Воронеж: Robinzon's publisher, 2017.